# Historia del ferrocarril en Francia
La historia del ferrocarril en Francia comienza a principios del siglo XIX. Engloba siete grandes fases articuladas en torno a la fuerte voluntad política del Estado en cuanto a las directrices a seguir y los medios utilizados. Sin embargo, durante mucho tiempo Francia poseyó una importante red secundaria de ancho métrico y ancho estrecho, creada, por lo general, por iniciativa de los departamentos y explotada por compañías privadas.

## Los comienzos
Antes de los inicios del ferrocarril en Francia, los sistemas de transporte rápido estaban compuestos por diligencias, las cuales alcanzaron, a partir de la década de 1780, una velocidad media similar a la de un caballo al trote (unos 10 u 11 km/h, aproximadamente), lo que redujo a la mitad los tiempos de transporte; así como por coches-correo que alcanzaban prácticamente la velocidad de un caballo al galope (16 a 18 km/h) a mediados del siglo XIX.
Mientras que los ferrocarriles se desarrollaron con anterioridad y mayor rapidez a comienzos del siglo XIX en el Reino Unido, Alemania, Bélgica y Suiza, Francia experimentó un retraso como consecuencia de las guerras napoleónicas; las reconstrucciones acapararon fuertes inversiones necesarias para la creación de las primeras líneas, de corta longitud, que enlazaban ciudades vecinas o se construyeron para proporcionar a las ciudades mineras e industriales una salida a algún curso de agua. Además, Francia contaba con una red de caminos (caminos reales y departamentales) y, sobre todo, una red de canales y vías navegables bien desarrolladas; la mentalidad de la época no contemplaba con buenos ojos el cambio de estos medios de transporte. Así, los ingenieros de puentes y caminos definieron, en los años 1840, el ferrocarril como «canales secos»; es decir, como simples complementos de las vías fluviales.
El desarrollo de las primeras líneas de ferrocarril (red ferroviaria centralizada en una serie de líneas radiales que conectaban París con las grandes aglomeraciones) que permitieron alcanzar velocidades de 35 km/h abrieron el gran mercado agrícola nacional a las regiones de producción más aisladas, cuyos accesos estaban limitados hasta entonces por unos tiempos de transporte demasiado largos para los bienes perecederos.

## Cronología

### Los comienzos de la red

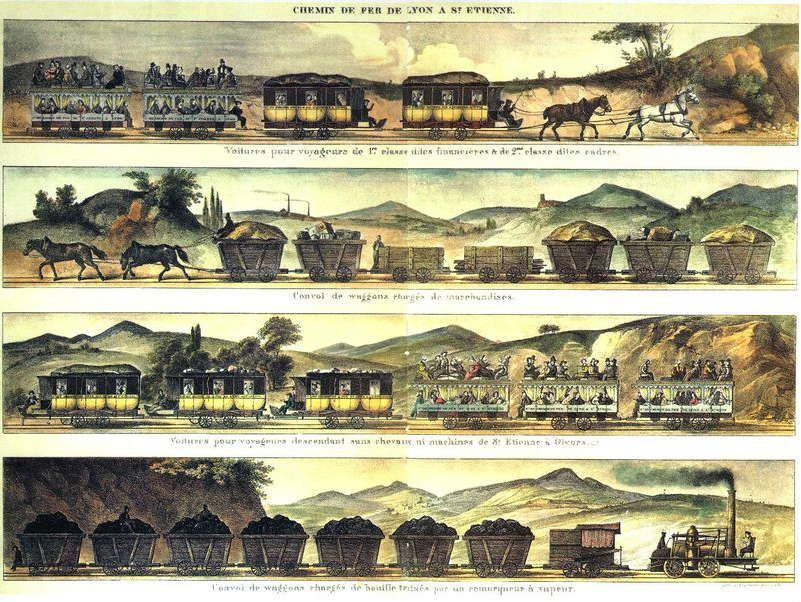
Cuatro trenes de la línea Saint-Étienne - Lyon: 1) tren de pasajeros a tracción ecuestre; 2) tren de mercancías a tracción ecuestre; 3) tren de pasajeros en bajada gravitacional; 4) tren de hulla impulsado por una locomotora anterior a 1840.

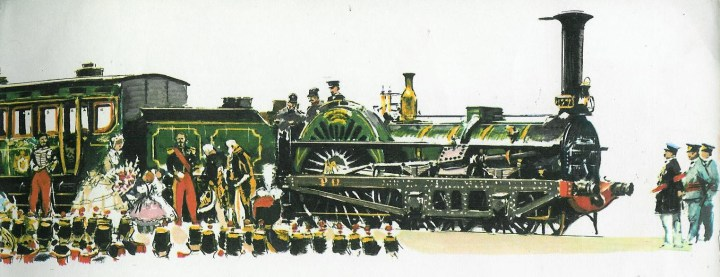
Tren imperial (1854 aproximadamente) bajo el reinado de Napoleón III.

- 1814: el capitán de ingenieros de minas Pierre Michel Moisson-Desroches envía a Napoleón una memoria titulada Sobre la posibilidad de acortar las distancias trazando siete grandes vías férreas sobre el imperio. Esta memoria centraba estas siete vías férreas en París. Será recuperada en 1838 por Baptiste Alexis Victor Legrand.
- 26 de febrero de 1823: primera concesión de una línea de ferrocarril en Francia por ordenanza de Luis XVIII. Se trataba de la línea de Saint-Étienne a Andrézieux, de 23 km de longitud, concedida a perpetuidad a Beaunier y de Gallois para el transporte de hulla; comenzó a funcionar el 30 de junio de 1827 y fue, pues, la primera de Europa continental. La tracción de los vagones se realizaba mediante caballos.
- 7 de junio de 1826: concesión de la línea de Saint-Étienne a Lyon, de 58 km, a los hermanos Seguin. La línea funcionó de 1830 a 1832. Compitió directamente con el canal de Givors a Rive-de-Gier, que tuvo mucho éxito desde su apertura en 1780. Con todo, la mala gestión de este canal allanó el camino del ferrocarril en su carrera hacia el monopolio. Fue la primera línea de pasajeros de pago en 1831.
- 27 de agosto de 1828: concesión de la línea de Andrézieux a Roanne, de 67 km y en funcionamiento de 1832 a 1833. En realidad, esta línea no partía de Roanne, cuyo ayuntamiento rechazó que pasara por allí, sino que terminaba en Coteau, en la otra orilla del Loira, y servía al puerto de Varennes, donde un muelle permitía descargar el carbón de los barcos a vapor que surcaban el Loira, y posteriormente al canal de Roanne a Digoin, por entonces en construcción (se abrió en 1838). A finales de 1858 se construyó un puente ferroviario sobre el Loira para unir la línea a la de Bourbonnais. Entre Balbigny y Le Coteau, esta primera línea seguía un trazado diferente del actual, y actualmente se pueden encontrar vestigios bien visibles: ramales y terraplenes reconvertidos hoy en caminos vecinales, y el edificio ferroviario más antiguo de Francia aún en pie, que albergaba la máquina a vapor fija de Biesse (Saint-Marcel-de-Félines, Loira) construido en 1832 sobre plano inclinado, el primero construido en Europa continental. Está en proceso de clasificación como monumento histórico.
- 7 de abril de 1830: concesión a perpetuidad del Ferrocarril de Épinac a Pont d'Ouche para la Compañía de las minas de hulla y del ferrocarril de Épinac, de 28 km, construido por Samuel Blum para el transporte de hulla del yacimiento de Épinac al canal de Borgoña. En origen, funcionaba a tracción animal sobre plano inclinado. Tras numerosas vicisitudes, el ferrocarril fue adquirido por el Estado, que lo destinó al PLM.
- 24 de agosto de 1837: inauguración de la línea París - Saint-Germain-en-Laye. Se trata de la primera línea francesa creada únicamente para el transporte de pasajeros y explotada con la ayuda de locomotoras a vapor. Concedida el 9 de julio de 1835, sus 18 km se recorrían en 25 minutos (correspondientes al recorrido entre París y Le Pecq, orilla derecha del Sena, en el bois du Vésinet antes de su urbanización) y fue construida por el ingeniero Eugène Flachat por iniciativa de los hermanos Pereire. El puente de manera que atravesaba el Sena no podía soportar una línea ferroviaria, por lo que el viaje a Saint-Germain-en-Laye se terminaba en diligencia (patache). Tras la desviación de la línea y la construcción de un puente ferroviario, la línea prolongada hacia Saint-Germain-en-Laye se inauguró el 14 de abril de 1847.
- 15 de diciembre de 1837: concesión de la línea de ferrocarril de Burdeos a La Teste (cerca de Arcachon) a la Compañía del mismo nombre creada en 1838 por el ingeniero Fortuné de Vergès, siguiendo un proyecto de 1835 del notario Louis Godinet. Se inauguró en 1841. Con grandes dificultades financieras, el Estado la transfirió en 1853 a la Compañía de Mediodía de los hermanos Péreire.
- 21 de octubre de 1838: inauguración de la línea Abscon - Saint Waast, concedida a perpetuidad el 24 de octubre de 1834. Ferrocarril industrial de 15 km explotado por la Compañía de las minas de Anzin hasta su nacionalización en 1946. Además del transporte de hulla, este ferrocarril prestaba servicios de pasajeros.
- 1838: Baptiste Alexis Victor Legrand traza la red de grandes líneas radiales centrada en París, y conocida como Estrella de Legrand, similar a la red de carreteras del siglo XVIII, y que ejerció una fuerte influencia sobre la geografía social y económica francesa. Toma lo esencial de la memoria de Pierre Michel Moisson-Desroches.
- 9 de junio de 1839: inauguración de la línea de Montpellier a Sète (antes Cette).
- 15 de junio de 1839: inauguración de la línea Nîmes - Beaucaire, construida por la Compañía de Minas de la Grand'Combe y del ferrocarril de Gard.
- 2 de agosto de 1839: inauguración de la línea París - Versalles por el duque de Orleans, concedida el 9 de julio de 1836.
- 1 de septiembre de 1839: inauguración de la línea de Mulhouse a Thann, creada por Nicolás Koechlin (Compañía del ferrocarril de Mulhouse a Thann).
- 17 de septiembre de 1840: inauguración de la línea París - Corbeil, de 30 250 km de longitud, por la Compañía del ferrocarril de París a Orleans, que partía desde la estación de París-Austerlitz y recorría la orilla derecha del Sena. La presencia de numerosos molinos a lo largo de la orilla entre Essonne y Corbeil y de silos de grano justificó el interés de esta línea. La París - Corbeil unía la estación de Austerlitz al embarcadero de Corbeil y comprendía seis estaciones: Choisy-le-Roi, Abol, Mons, Viry, Ris y Evry.
- 1841: inauguración de la línea de Strasbourg-Ville a Saint-Louis entre Koenigshoffen y Saint-Louis, de 134 km, la primera línea internacional europea, construida y explotada por Nicolas Koechlin para la Compañía del ferrocarril de Estrasburgo a Bâle.
- 8 de mayo de 1842: accidente de Meudon, primera catástrofe ferroviaria en Francia.
- 11 de junio de 1842: «Mapa» ferroviario. La ley relativa al establecimiento de las grandes líneas ferroviarias, que fijaba el régimen de los ferrocarriles franceses, crea un modelo original de partenariado público-privado. El Estado posee los terrenos escogidos para el trazado de las vías y financia la construcción de las infraestructuras (obras de ingeniería y edificios), cuyo uso concede a las compañías que construyen las superestructuras (vías férreas, instalaciones), invierten en el material rodante y poseen un monopolio de explotación de sus líneas.
- 1 de agosto de 1842: primera oficina ambulante en la línea ferroviaria Estrasburgo - Bâle.
- 1842-1845: se conectan Nîmes y Montpellier, creando la «estrella» Sète-Beaucaire-La Grand'Combe. Para la ocasión, se construyen las estaciones de estilo neoclásico de Nîmes y Montpellier, cuyas fachadas monumentales persisten hasta hoy.

### Las grandes compañías

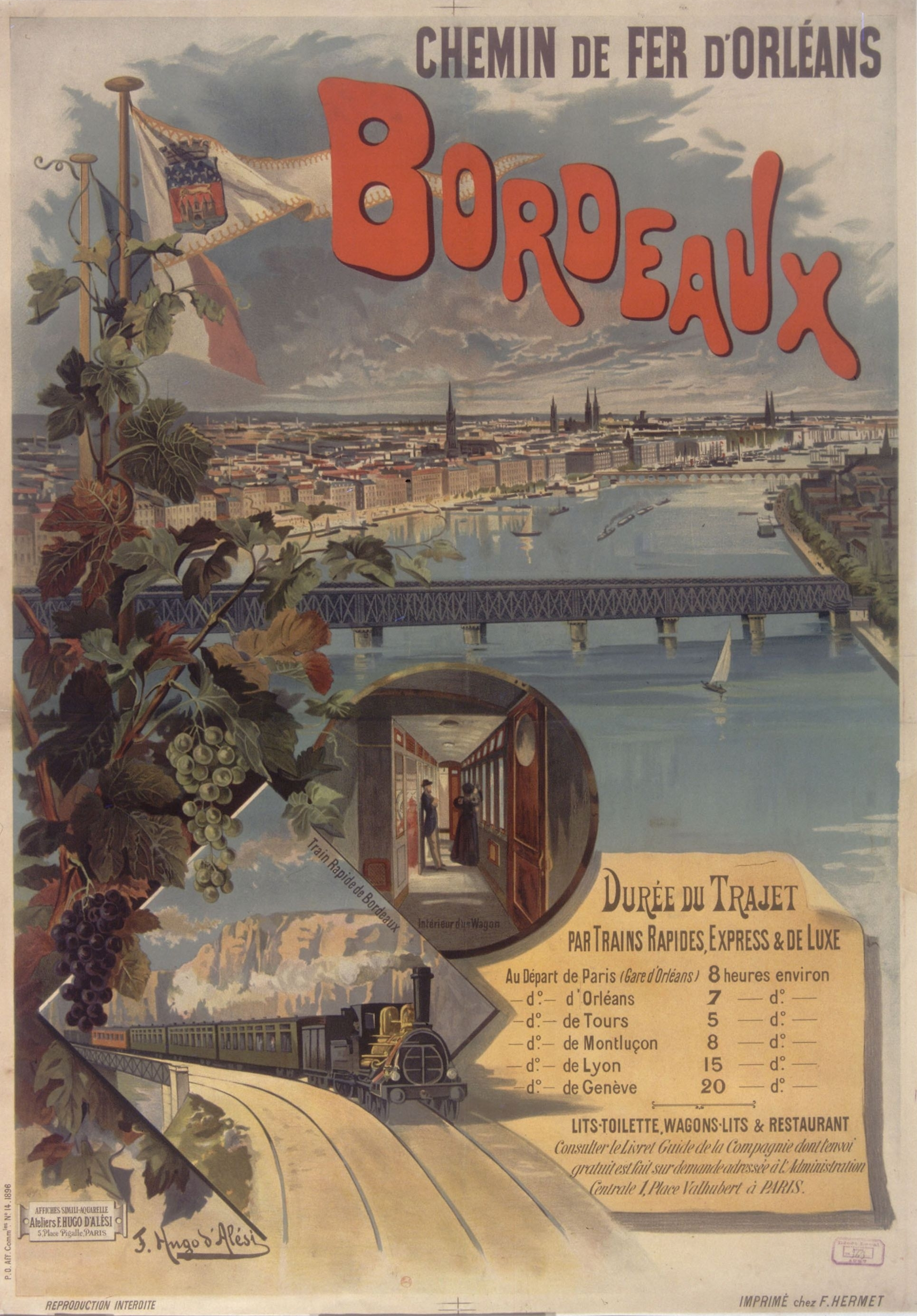
En 1897, Burdeos ya solo está a 8 horas de París.

- 1859: convenciones ferroviarias entre el Estado y las compañías: por influencia del duque de Morny, las líneas concedidas se reparten entre seis grandes compañías.
- 1878: nacionalización de las líneas férreas de Charentes (nacimiento de la red estatal).
- 17 de julio de 1879: se promulga la ley del plan Freycinet, que prevé un programa de trabajo destinado a aumentar la red ferroviaria de interés general de 29 600 km aprox. (de los cuales 21 300 en explotación) a 38 300, sumando 8 800 km de líneas nuevas por construir (incluyendo 2 500 km de líneas de interés local ya concedidas). Este plan, que perseguía prestar servicio a todas las subprefecturas se logró casi por completo en 1914.
- 20 de noviembre de 1883: se promulga la ley que aprueba las convenciones con las seis grandes compañías: Compañía de París-Lyon-Mediterráneo, Compañía de Orleans, Compañía de Mediodía, Compañía del Norte, Compañía del Este y Compañía del Oeste.

Las relaciones entre el Estado y las compañías son complejas. El Estado ofrece la concesión, impone los recorridos y las condiciones de establecimiento. En concreto, este poder lo ostentan los ingenieros de puentes y caminos. Al mismo tiempo, el Estado puede ofrecer subvenciones con garantía de interés a nuevos capitales de inversión. Este sistema se generaliza a partir del Segundo imperio, momento en el que los poderes públicos exigen la construcción de líneas cada vez menos rentables. La balanza de pagos será progresivamente menos favorable a las sociedades concesionarias durante la segunda mitad del siglo XIX. En este contexto, la compañía más frágil, la del Ferrocarril del Oeste, presenta déficits estructurales y será nacionalizada en 1908. El sistema de garantías de interés acentúa la tutela del Estado sobre las compañías privadas cuyas cuentas verifica constantemente la administración.

### El período de entreguerras
- 1933: revisión de la convención ferroviaria de 1921.
- 1934: el gobierno Doumerge de unión nacional decide fijar un cupo provisional por vía reglamentaria al prohibir cualquier nueva actividad de transporte por carretera y fluvial de pasajeros y mercancías por cuenta ajena. Además, por una emienda de 1933 a la convención de 1921, se redujeron las obligaciones impuestas a las compañías ferroviarias gracias a un mayor control de su gestión por el Estado.

### La nacionalización
- 31 de agosto de 1937: decreto-ley que aprueba la Convención relativa a la constitución de la SNCF.
- 1 de enero de 1938: entrada en vigor de la convención del 31 de agosto de 1937 sobre la creación de la SNCF, con estatus de sociedad de economía mixta en la que el Estado posee la mayor parte. Se vinculan la explotación de las líneas ferroviarias en Francia y los activos (infraestructura, estaciones, materiales, etc., a excepción del dominio privado de las antiguas compañías), que se transfieren a la recién creada sociedad. Pierre Guinand es nombrado primer presidente de la SNCF.
- 1937-1939: coordinación reglamentada. Cerca de 10 000 km de líneas férreas se cierran al tráfico de pasajeros en 1938 y 1939.

### La Segunda Guerra Mundial
- 1 de julio de 1940: la Reichsbahn comienza la explotación directa de la red Alsacia-Lorena.
- Agosto de 1940: la explotación de la red en la zona ocupada, excluyendo Alsacia-Lorena, se transfiere en conjunto a la WVD (Wehrmacht Verkehrs Direktion), instalada en París. Para ello, los alemanes sitúan en los talleres y estaciones importantes a personal alemán encargado de vigilar a los ferroviarios. También se instala una WVD en Bruselas, con competencias sobre una parte del norte de Francia.
- 15 de agosto de 1940: aplicación de las tarifas alemanas a la red Alsacia-Lorena, anexada de facto por la Reichsbahn.
- 11 de septiembre de 1940: Pierre-Eugène Fournier, anterior director del Banco de Francia, es nombrado presidente del Consejo de administración de la SNCF.

### La posguerra
- 1946: frente a la escasez de directivos, la SNCF, bajo el impulso de su director general adjunto Louis Armand, instaura la promoción interna de asalariados, fundamentada sobre la cultura general, la EFG (École de Formation Générale de la SNCF) creada por Jean Quinson, la cual reemplaza la Section des chemins de fer de la Escuela especial de Trabajos públicos.
- 5 de julio de 1949: la ley de 5 de julio de 1949 define los grandes principios de la coordinación de transporte, sobre todo de la coordinación ferrocarril-carretera, revisada con posterioridad por el decreto de 14 de noviembre de 1949. La coordinación de los transportes de pasajeros sigue fundamentándose sobre cuotas, lo cual tiende a fijar la oferta de transportes públicos, mientras que la demanda aumenta con rapidez. La coordinación de los transportes de mercancías consiste en mantener las cuotas de ciertos transportes por carretera de larga distancia por cuenta ajena y una incompleta coordinación de precios, a falta de información fiable sobre los precios del coste del transporte por carretera.
- 1969: contractualización de los informes entre el Estado y la SNCF; segunda oleada de cierres de líneas ferroviarias.
- 1969: inauguración del «metro regional» entre Nation y Boissy-Saint-Léger, futuro RER A.
- 1972: final de la tracción a vapor para servicios de pasajeros.
- 24 de septiembre de 1975: último servicio comercial (servicio de mercancías) de una locomotora a vapor, la 140 C 287, entre Troyes y Sainte-Colombe.
- 22 de septiembre de 1981: inauguración del primer tramo de la línea de alta velocidad París-Lyon, entre Saint-Florentin y Sathonay-Rillieux. El TGV conecta París y Lyon en 2 h 40. La velocidad límite en esta línea es de 260 km/h, que se elevará posteriormente a 270 km/h hasta alcanzar los 300 km/h.

### Las reformas del sistema ferroviario a partir de 1983
- 1 de enero de 1983: al expirar la convención de 1937, se transforma el estatus de la SNCF y se convierte en un establecimiento público con carácter industrial y comercial (EPIC), si bien conserva sus siglas. Estas medidas se inscriben en el marco de la ley de orientación sobre transportes interiores (LOTI) de 30 de diciembre de 1982.
- 1987: creación de las siglas TER y comienzo del convenio de transportes colectivos regionales.
- Finales de 1987: fase inicial de separación de grados, con la supresión del grado de Jefe de estación. Desaparece el principio de jefe único responsable de todos los agentes de una estación. Los directores no ostentarán una autoridad superior a su función propia:
  - Los antiguos jefes de estación se convierten en Técnicos de transporte y su autoridad se extiende solo a funciones de transporte.
  - Los directores de otros grados asumen los títulos de Técnico comercial de pasajeros, Técnico comercial de flete, Técnico administrativo, etc., en función de su propio grado.
- A partir de 1996: finaliza la separación de grados con la desaparición del concepto de «estación» en tanto que entidad de trabajo, pasando a ser «equipo»: creación del título de Director de equipo (Director de proximidad (DPX) desde 2001). Un DPX, radicado en una estación principal, ejerce sus funciones en un sector geográfico que se extiende a varias estaciones; así pues, solo tiene autoridad sobre los agentes de su equipo, que se reparten en numerosas estaciones. Cada función (infra, comercial, etc.) es completamente independiente de las demás.
- 13 de febrero de 1997: ley de creación de Réseau ferré de France (RFF). RFF se convierte en propietario y gestor de la red ferroviaria francesa, y se transfiere la deuda relativa a la red. SNCF se convierte en una empresa ferroviaria, pero continúa asegurando el mantenimiento de las vías y la gestión de las circulaciones por cuenta de RFF, en el marco de una convención ad hoc.
- 19 de marzo de 1999: creación del Consejo superior de servicios públicos ferroviarios (CSSPF), organismo encargado de supervisar el conjunto de los servicios públicos ferroviarios y la coherencia de su prestación por RFF y SNCF.
- 15 de marzo de 2003: fecha de apertura de la red francesa a los competidores privados, franceses o extranjeros, en el dominio del transporte de mercancías (decreto de 7 de marzo de 2003).
- 17 de febrero de 2004: expedición de la primera licencia de empresa ferroviaria a una sociedad privada (filial de Eurotúnel).
- 13 de junio de 2005: primera circulación comercial de un tren privado de mercancías de la sociedad Connex, con salida desde Dugny, retrasado por una manifestación de los sindicatos ferroviarios.
- 29 de junio de 2005: el ministro de transportes otorga una licencia de transporte de pasajeros a la sociedad Connex.
- 22 de mayo de 2006: Dominique Perben, ministro de transportes, presenta su plan de renovación de la red ferroviaria, que destina grandes esfuerzos a la renovación y mejora de la red ferroviaria francesa.
- 13 de diciembre de 2009: SNCF entra oficialmente en concurso de transporte internacional de pasajeros y el «cabotaje» entre dos ciudades francesas para un tren proveniente o con destino el extranjero, en aplicación de la directiva D2007/58/CE. Sin embargo, en el mercado no entró ninguna compañía ferroviaria. Para asistir el proceso de liberalización, se instauró progresivamente una autoridad reguladora, la Autoridad de regulación de actividades ferroviarias (ARAF), a partir de finales de 2009.
- El 1 de enero de 2015, la ley de reforma ferroviaria de 4 de agosto de 2014 estipula la reunificación de SNCF y RFF en el seno de un grupo público ferroviario único. Un EPIC «matriz» SNCF se encarga de la dirección estratégica del grupo y supervisa las dos EPIC «derivadas»:
  - SNCF Mobilités, encargada de la explotación de los trenes de pasajeros y mercancías.
  - SNCF Réseau, propietaria y administradora de la red ferroviaria nacional.

## Evolución de la tracción eléctrica en Francia
La primera conexión ferroviaria eléctrica se inauguró en noviembre de 1893, bajo el impulso del ingeniero Auvert del PLM. Comprendía los trenes de carbón en una línea de 2,8 km entre los túneles de Montmartre (372 m) y de la Béraudière (200 m), ambos situados en Saint-Étienne, ciudad ya provista de ferrocarril con la primera línea de Saint-Étienne a Andrézieux. La explotación se llevó a cabo de 1894 a 1897. La locomotora se alimentaba mediante tercer raíl con una potencia de 360 V. La corriente la proporcionaba una dinamo arrastrada por la caldera de una máquina «Crampton» de puesto fijo.
Pero en realidad la electrificación de los ferrocarriles en Francia comenzó hacia 1900. La línea París-Orleans (PO) y la Compañía de Oeste (Ouest-État) escogieron la corriente continua a 600-650 V con alimentación por tercer raíl para electrificar las líneas del extrarradio parisino. Esta elección se explica por las ventajas del motor de corriente continua: por un lado, permite desarrollar un gran torque a baja velocidad, necesario para poner en marcha el tren; por otro lado, se puede modificar fácilmente su velocidad de rotación, y por extensión la de la locomotora en una playa larga. Sin embargo, la elección de una tensión relativamente baja (hasta 700 V en los primeros años) limitaba la potencia disponible.
En 1908, la Compañía de Mediodía escogió electrificar sus líneas de los Pirineos con corriente alterna de 12 kV con una frecuencia de 16⅔ Hz.
En 1920, el gobierno, para evitar una «balcanización» de la red, decidió imponer la corriente continua de 1 500 V para todas las nuevas electrificaciones.
Suiza, rica en hulla blanca, y que disponía de constructoras ferroviarias y eléctricas (Winterthur), escogió motores trifásicos (motores industriales) en la línea de Simplon, en la que se rechazaba la corriente continua por su baja tensión, y por lo tanto de su alta intensidad, y la necesidad de un reostato difícil de instalar. Dadas las dificultades técnicas de la época, se pasó del trifásico, muy complejo y poco flexible (para mercados regulados), al monofase. Pero surgió un nuevo problema: el arranque. Cuanto más elevada es la frecuencia, más conmutaciones, lo que implica flashes que perjudican gravemente al motor en el momento de la puesta en marcha. Si la frecuencia es de 50 Hz (frecuencia de corriente industrial), la corriente cambiará 100 veces de sentido por segundo. Así pues, se constató que eran aceptables alrededor de los 15 Hz para motores de alimentación directa, mediante un graduador. Se escogieron 16⅔ al ser una tercera parte de los 50 Hz, frecuencia de la incipiente red industrial. Para producir la energía se utilizaban generadores especiales en las centrales eléctricas de la red eléctrica privada de las compañías de ferrocarril, donde se utilizaban grupos rotatorios trifásicos que convertían los 50 Hz en 16⅔. Para escoger la tensión, en principio se utilizaban entre 10 y 12 kV según las compañías, que se aumentaron a 15 kV a causa de la demanda de potencia. Así, la red de Mediodía, rica en hulla blanca, lanzó un ambicioso programa de electrificación a 12 000 V y 16⅔ Hz. Perpignan-Villefranche fue la primera línea electrificada mediante catenaria, y la única que no se convirtió a 15 000 V en corriente continua (hasta 1984).
La Primera Guerra Mundial ralentizó los trabajos, y algunas líneas se explotaron con esta tensión. Pero una misión gubernamental francesa, a propósito de unos estudios en Estados Unidos, donde los sistemas de electrificación no estaban regulados, impuso a todas las compañías de la metrópoli los 1500 V en corriente continua, los cuales, en caso de necesidad, serían convertibles a 3 000 V. Se impusieron los 3 000 V en Marruecos y Argelia para espaciar las subestaciones. De hecho, con los conocimientos técnicos de la época, los 16⅔ Hz eran un buen sistema, mejor que la corriente continua; pero habría sido necesario cambiar el sistema de explotación y aligerar los trenes de mercancías. Además, las autoridades militares eran contrarias a adoptar una tensión idéntica a la alemana, por razones estratégicas. Fue necesario alcanzar los años 1950 para que el ministro de defensa levantase el veto a la electrificación de las regiones industriales del noreste. Con todo, la línea de París a Belfort jamás fue electrificada, y así permanece como la única línea radial sin electrificar.
A pesar de los ensayos no satisfactorios de la línea de Hollenthall, electrificada a 20 kV y 50 Hz, los directores alemanes de la época planeaban aumentarlo a 25 kV 50 Hz, lo cual daría servicios plenos a Francia y Luxemburgo, pero la franja bávara de la DB rechazó este sistema para mantener la unidad de la red alemana.